# Plounévez-Quintin
Plounévez-Quintin (en bretó Plounevez-Kintin) és un municipi francès, situat a la regió de Bretanya, al departament de Costes del Nord. L'any 1999 tenia 1.180 habitants.

## Demografia
| 1962                                       | 1968  | 1975  | 1982  | 1990  | 1999  |
| ------------------------------------------ | ----- | ----- | ----- | ----- | ----- |
| 1.506                                      | 1.307 | 1.255 | 1.187 | 1.145 | 1.180 |
| Des de 1962: població sense dobles comptes |       |       |       |       |       |

## Administració
| Període | Identitat          | Partit |
| ------- | ------------------ | ------ |
| 2001-   | Gwénaëlle Trubuilt |        |